# Calciumformiat
Calciumformiat ist eine chemische Verbindung aus der Gruppe der Formiate, also das Calciumsalz der Ameisensäure mit der Konstitutionsformel Ca(HCOO)2.

## Vorkommen
Calciumformiat kommt sehr selten in Form des Minerals Formicait vor.

## Gewinnung und Darstellung

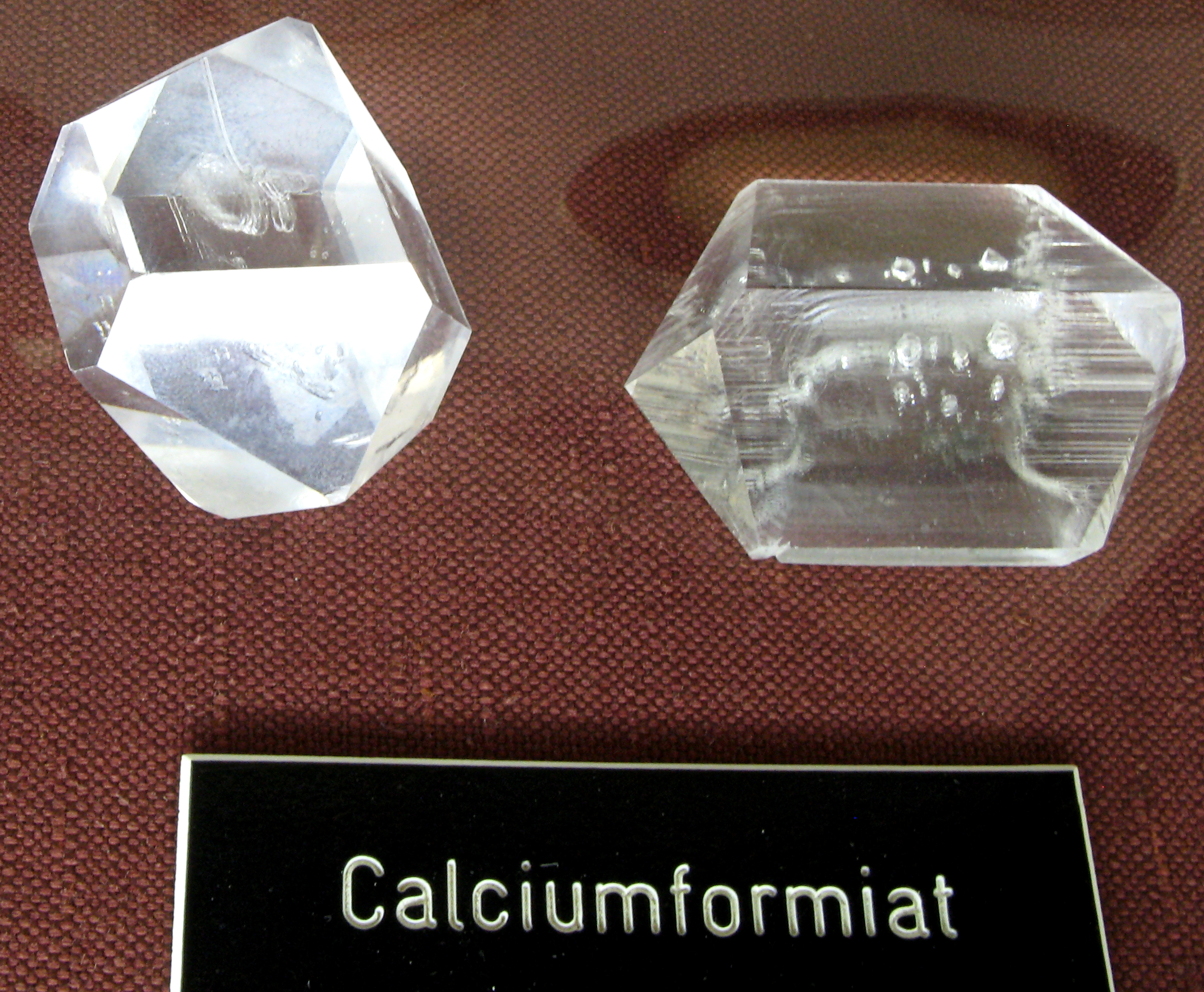
Farblose Zuchtkristalle aus Calciumformiat, ausgestellt im GeoMuseum Köln

Calciumformiat kann durch Reaktion von Kohlenmonoxid mit Calciumhydroxid
{\displaystyle \mathrm {2\ CO+Ca(OH)_{2}\ \longrightarrow Ca(HCOO)_{2}} }
oder Reaktion von Formaldehyd mit einer Calciumverbindung in wässriger Lösung (zum Beispiel Calciumhydroxid oder Calciumperoxid) gewonnen werden. Es entsteht auch als Beiprodukt bei der Herstellung von Polyolen (zum Beispiel Trimethylolpropan).

## Eigenschaften

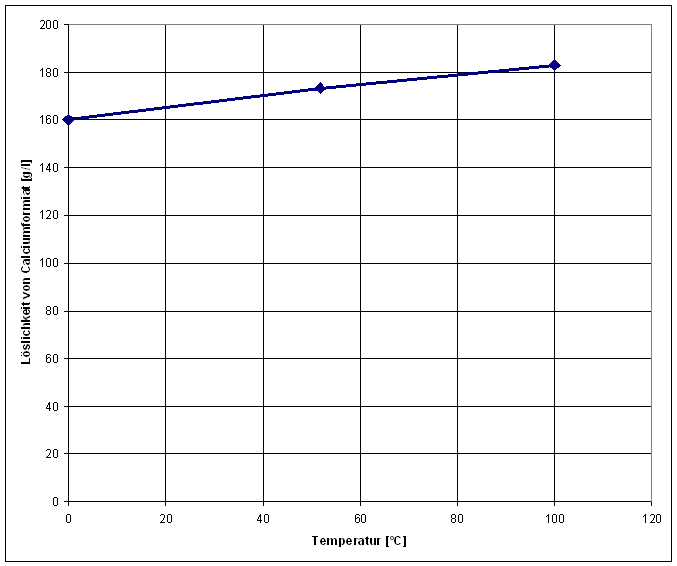
Temperaturabhängigkeit der Löslichkeit von Calciumformiat-Dihydrat in Wasser

Calciumformiat ist farbloser, fast geruchloser Feststoff. Es ist das Calciumsalz der Ameisensäure. Es kristallisiert im orthorhombischen Kristallsystem in der Raumgruppe Pcab (Raumgruppen-Nr. 61, Stellung 2) mit den Gitterparametern a = 1016,8 pm, b = 1340,7 pm und c = 627,8 pm. In der Elementarzelle befinden sich acht Formeleinheiten.

## Verwendung
Calciumformiat wird zur Erzeugung von Ameisensäure, als Hilfsmittel in der Gerberei, als Abbindebeschleuniger für zementgebundene Baustoffe, als Hilfsmittel zur Aufarbeitung von Ölemulsionen, zur Herstellung von Silierhilfsmitteln und Additiven für die Tierernährung verwendet. Die Verbindung wurde früher auch als Lebensmittelzusatzstoff (Konservierungsstoff E238) eingesetzt, ist aber seit 1998 nicht mehr zugelassen.